# Villanueva de las Peras
Villanueva de las Peras è un comune spagnolo di 176 abitanti situato nella comunità autonoma di Castiglia e León.

## Galleria d'immagini

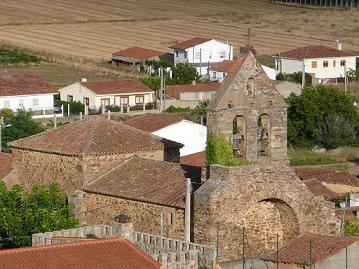
Iglesia de la Asunción
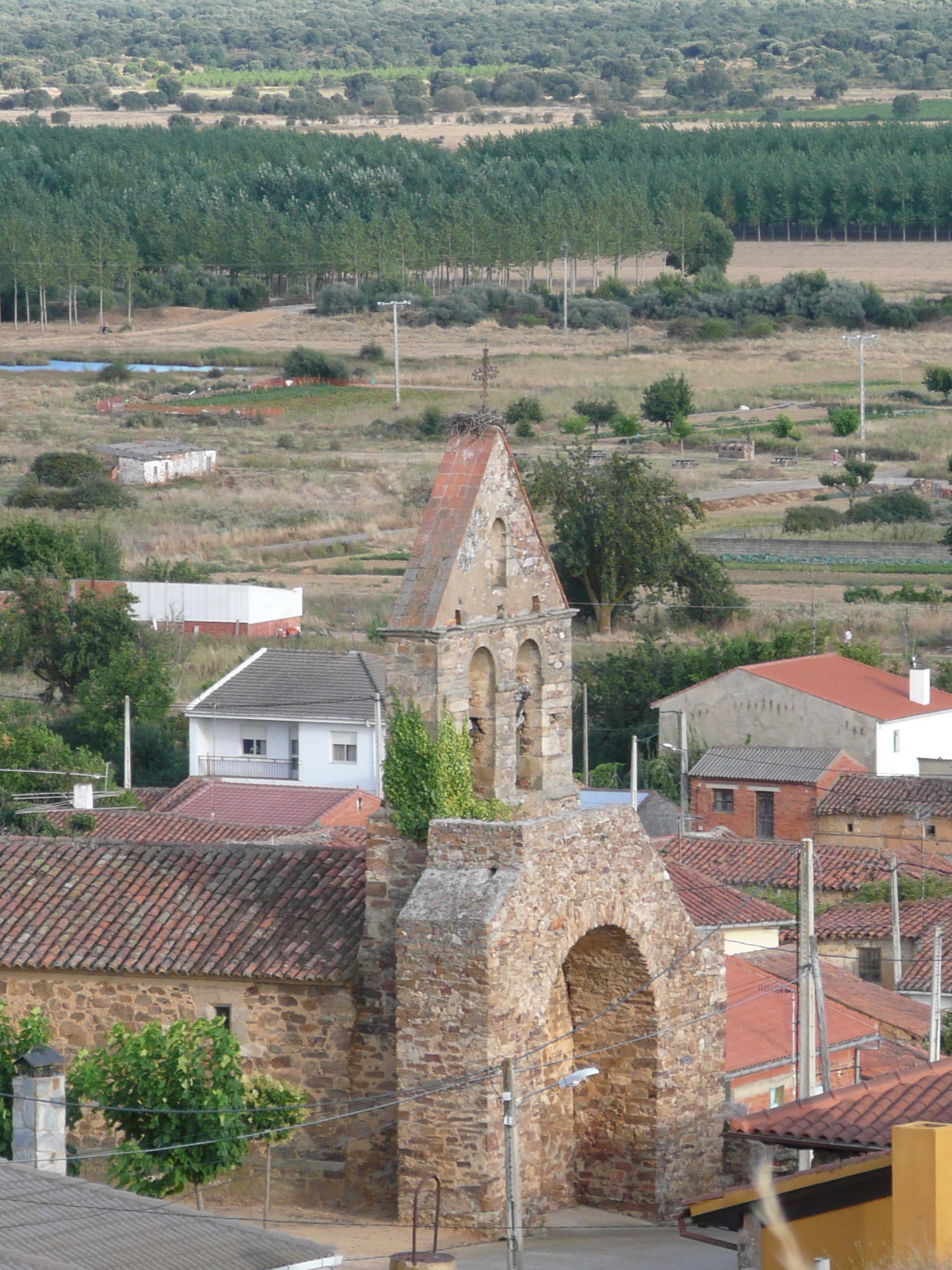
Un altro punto di vista della chiesa